# Tales of Fandom Vol.1
Tales of Fandom Vol.1 (テイルズオブファンダム Vol.1?, Teiruzu obu Fandamu Vol.1) è un videogioco di ruolo sviluppato e pubblicato dalla Namco il 31 gennaio 2002 in Giappone dove ha venduto 94 000 copie. È il primo gioco della serie Tales of Fandom, nata come spin-off della celebre serie Tales of, e vede protagonisti personaggi di Tales of Phantasia, Tales of Destiny e Tales of Eternia. Esistono due versioni di Tales of Fandom Vol.1: la versione Cless e la versione Mint. Nel 2007 è stato pubblicato un sequel intitolato Tales of Fandom Vol.2.